# Hideki Tsukamoto
Hideki Tsukamoto (塚本 秀樹 Tsukamoto Hideki?), född 9 augusti 1973 i Nagasaki prefektur, är en japansk före detta fotbollsspelare.
Tsukamoto började sin karriär 1996 i Avispa Fukuoka. Han spelade 93 ligamatcher för klubben. 2006 flyttade han till V-Varen Nagasaki. Han avslutade karriären 2006.